# Vestla
Koordinaten: 58° 20′ N, 22° 30′ O
Vestla (deutsch Wesseldorf) ist ein Dorf (estnisch küla) auf der größten estnischen Insel Saaremaa. Es gehört zur Landgemeinde Saaremaa (bis 2017: Landgemeinde Lääne-Saare) im Kreis Saare.
Das Dorf hat fünfzehn Einwohner (Stand  31. Dezember 2021). Seine Fläche beträgt 1,35 km². Der Ort liegt neun Kilometer nördlich der Inselhauptstadt Kuressaare.